# Адміністративний поділ області Війська Донського в 1918 році

Округи області Війська Донського до 1918 року

Список округів, юртів і станиць області Війська Донського в 1918 році.

## Округи

### Верхньодонський
- Станиця Боківська
- Станиця Буканівська
- Станиця Вешенська — центр
- Станиця Єланська
- Станиця Казанська
- Станиця Каргинська
- Станиця Краснокутська
- Станиця Мєшковська
- Станиця Мигулинська
- Станиця Слащевська
- Станиця Федосєєвська
- Станиця Шумлинська

### Другий Донський

Карта Другого Донського округу ОВД, 1903 рік

- Станиця Верхньо-Курмоярська
- Станиця Верхньо-Чирська
- Станиця Глибокінська
- Станиця Єсаулівська
- Станиця Іловлінська
- Станиця Качалинська
- Станиця Кобилянська
- Станиця Краснощоковська
- Станиця Нагавська
- Станиця Нижньо-Чирська — центр
- Станиця Новогригорівська
- Станиця Потьомкінська
- Станиця Пятиізбянська
- Станиця Сиротинська
- Станиця Старогригорівська
- Станиця Таубевська
- Станиця Трьохострівська
- Станиця Чернишевська

### Донецький

Карта Донецького округу ОВД, 1903 рік

- Станиця Гундоровська
- Станиця Каменська — центр
- Станиця Калитвенська
- Станиця Луганська
- Станиця Мілютинська
- Станиця Митякинська
- Станиця Усть-Білокалитвинська
- Станиця Цесаревицька

### Перший Донський
- Станиця Андріївська
- Станиця Бакланівська
- Станиця Богоявленська
- Станиця Верхньокундрюцька
- Станиця Генералєфремівська
- Станиця Єрмаківська
- Станиця Золотівська
- Станиця Камишевська
- Станиця Каргальська

Карта Першого Донського округу ОВД, 1903 рік

- Станиця Констянтинівська — центр
- Станиця Кочетовська
- Станиця Кумшацька
- Станиця Маріїнська
- Станиця Нижньокундрюцька
- Станиця Нижньокурмоярська
- Станиця Миколаївська
- Станиця Роздорська
- Станиця Романовська
- Станиця Семикаракорська
- Станиця Тернівська
- Станиця Устьбистрянська
- Станиця Філіповська
- Станиця Цимлянська
- Станиця Чортківська

### Ростовський

Карта Ростовського округу ОВД, 1903 рік

(Центр — місто Ростов-на-Дону)
- Станиця Гнилівська
- Станиця Єлісаветинська

### Сальський
- Станиця Отаманська
- Станиця Батлаєвська
- Станиця Біляєвська
- Станиця Бурульська

Карта Сальського округу ОВД, 1903 рік

- Станиця Великокнязівська — центр
- Станиця Власівська
- Станиця Граббевська
- Станиця Денисівська
- Станиця Новоолексіївська
- Станиця Орловська
- Станиця Платовська
- Станиця Потапівська
- Станиця Чунусівська
- Станиця Еркетинська

### Таганрізький

Карта Таганрізького округу ОВД, 1903 рік

(Центр — місто Таганрог)
- Станиця Новомиколаївська
- Станиця Іловайська
- Станиця Кутейниковська

### Усть-Медведицький

Карта Усть-Медведицького округу ОВД, 1903 рік

- Станиця Арчадинська
- Станиця Березівська
- Станиця Глазуновська
- Станиця Єтеревська
- Станиця Кепінська
- Станиця Кремінська
- Станиця Клетська
- Станиця Малодільська
- Станиця Новоолександрівська
- Станиця Островська
- Станиця Перекопська
- Станиця Роспопінська
- Станиця Роздорська
- Станиця Сергіївська
- Станиця Скуришенська
- Станиця Усть-Медведицька
- Станиця Усть-Хоперська

### Хоперський

Карта Хоперського округу ОВД, 1903 рік

- станиця Акішевська
- станиця Олексіївська
- станиця Староаннінська
- станиця Аржановська
- станиця Бурацька
- станиця Добринська
- станиця Дурновська
- станиця Зотовська
- станиця Котовська
- станиця Кумилженська
- станиця Луковська
- станиця Михайлівська
- станиця Павлівська
- станиця Петровська
- станиця Провоторівська
- станиця Преображенська
- станиця Тепікінська
- станиця Тишанська
- станиця Урюпінська — центр
- станиця Усть-Бузулукська
- станиця Філоновська
- станиця Яриженська

### Черкаський

Карта Черкаського округу ОВД, 1903 рік

- Станиця Аксайська
- Станиця Олександрівська[ru]
- Станиця Багаєвська
- Станиця Безсергенівська
- Станиця Володимировська
- Станиця Грушевська
- Станиця Заплавська
- Станиця Кривянська
- Станиця Маницька
- Станиця Меліховська[ru]
- Станиця Новочеркаська — центр
- Станиця Старочеркаська
- Станиця Єгорлицька
- Станиця Кагальницька
- Станиця Мечетинська
- Станиця Ольгінська
- Станиця Хомутовська[ru]